# Scotland Yard, crimes sur la Tamise
Scotland Yard, crimes sur la Tamise (Trial & Retribution) est une série télévisée britannique en 22 épisodes de 90 à 200 minutes divisés en deux parties, créée par Lynda La Plante et diffusée du 19 octobre 1997 au 13 février 2009 sur ITV.
En France, la série a été diffusée à partir du 16 octobre 2009 sur Jimmy.

## Synopsis
La Tamise n'a rien d'un fleuve tranquille. Toutes les semaines, des crimes odieux sont perpétrés sur ses rives. Des crimes dont le raffinement emprunte à l'élégance anglaise, dont la perversité n'a d'égale que celle de la perfide Albion.

## Distribution
- David Hayman (VF : Hervé Jolly) : Chef Michael "Mike" Walker
- Dorian Lough (en) (VF : Pascal Nowak) : Sergent David "Satch" Satchell
- Victoria Smurfit (VF : Maïk Darah) : Inspecteur Roisin Connor (saisons 7 à 12)
- Vince Leigh : DS Sam Palmer (saison 12)
- Sarah Ozeke : DC Lisa West (saisons 8 à 11)
- Inday Ba : DC Lisa West (saisons 5 à 7)
- Paul Kynman (VF : Claude Larry) : Sergent Jeff Batchley (saisons 2 à 6)
- Kate Buffery : DI Pat North (saisons 1 à 6)
- David Kennedy (VF : Mark Lesser) : Officier Phelps
- John Abbott (VF : Michel Laroussi) : Usher
- George Pensotti (VF : Michel Bedetti) : Juge Geoffrey Winfield
- Gemma Jones (VF : Véronique Rivière) : Dr Jean Mullins (saisons 7 à 12)

Version française
- - Société de doublage : Imagine
  - Direction artistique : Anne Kerylen.
  - Adaptation : Nathalie Castellani.

## Épisodes

### Première saison (1997)
1. Poupées brisées - 1re partie
2. Poupées brisées - 2e partie

### Deuxième saison (1998)
1. Meurtres diaboliques - 1re partie
2. Meurtres diaboliques - 2e partie

### Troisième saison (1999)
1. Le Pervers de Londres - 1re partie
2. Le Pervers de Londres - 2e partie

### Quatrième saison (2000)
1. Erreur judiciaire - 1re partie
2. Erreur judiciaire - 2e partie

### Cinquième saison (2001)
1. Épreuve insurmontable - 1re partie
2. Épreuve insurmontable - 2e partie

### Sixième saison (2002)
1. Surprise sur le net - 1re partie
2. Surprise sur le net - 2e partie

### Septième saison (2003)
1. Suspicion - 1re partie
2. Suspicion - 2e partie

### Huitième saison (2004)
1. L'Édredon bleu - 1re partie (Blue Eiderdown)
2. L'Édredon bleu - 2e partie

### Neuvième saison (2005)
1. Les Amants - 1re partie (The Lovers)
2. Les Amants - 2e partie

### Dixième saison (2007)
1. Les Péchés du père - 1re partie (Sins Of The Father)
2. Les Péchés du père - 2e partie
3. Dossiers en souffrance - 1re partie (Closure)
4. Dossiers en souffrance - 2e partie
5. Erreur de jugement - 1re partie (Paradise Lost)
6. Erreur de jugement - 2e partie
7. Bébés en danger - 1re partie (Curriculum Vitae)
8. Bébés en danger - 2e partie
9. Comme deux gouttes d'eau - 1re partie (Mirror Image)
10. Comme deux gouttes d'eau - 2e partie

### Onzième saison (2008)
1. Les Règles du jeu - 1re partie (Rules Of The Game)
2. Les Règles du jeu - 2e partie
3. Mort au roi ! - 1re partie (Kill The King)
4. Mort au roi ! - 2e partie
5. Coupable idéal - 1re partie (Conviction)
6. Coupable idéal - 2e partie
7. Un vieux secret - 1re partie (The Box)
8. Un vieux secret - 2e partie
9. Destins croisés - 1re partie (Tracks)
10. Destins croisés - 2e partie

### Douzième saison (2009)
1. Dangereuse collaboration - 1re partie (Siren)
2. Dangereuse collaboration - 2e partie
3. Meurtre à la fête foraine - 1re partie (Ghost Train)
4. Meurtre à la fête foraine - 2e partie
5. Le Tueur - 1re partie (Shooter)
6. Le Tueur - 2e partie